# Los Angeles Galaxy 1996
Questa voce raccoglie le informazioni riguardanti il Los Angeles Galaxy nelle competizioni ufficiali della stagione 1996.

## Stagione
Il Los Angeles Galaxy è uno dei club fondatori della nuova lega statunitense, la Major League Soccer. Durante la prima stagione la squadra californiana gioca le proprie partite al Rose Bowl di Pasadena. Alla fine della stagione regolare si piazza al secondo posto a seguito delle 19 partite vinte e delle 13 perse agli shootout. Approdata alla fase finale come una tra le favorite per la vittoria finale, batte in ordine prima il San Jose Clash in semifinale di conference e poi il K.C. Wiz in finale di conference. Incontra nella finalissima il D.C. United; in apertura di partita i Galaxy passano subito in vantaggio grazie ad Hurtado, raddoppiando al 56' grazie ad Armas. Quando la vittoria sembrava assicurata, i californiani subiscono la rimonta in otto minuti tra il 73º e l'81º minuto, venendo sconfitti a causa del Golden goal di Eddie Pope.

## Organico
Di seguito la rosa aggiornata al 26 marzo 1996.

### Rosa 1996
| N. |                        | Ruolo | Calciatore              |
| -- | ---------------------- | ----- | ----------------------- |
| 3  | Stati Uniti (bandiera) | D     | Mark Semioli            |
| 4  | Stati Uniti (bandiera) | D     | Robin Fraser (capitano) |
| 5  | Stati Uniti (bandiera) | C     | Jorge Salcedo           |
| 7  | Stati Uniti (bandiera) | A     | Ante Razov              |
| 9  | Messico (bandiera)     | P     | Jorge Campos            |
| 10 | El Salvador (bandiera) | C     | Mauricio Cienfuegos     |
| 11 | Armenia (bandiera)     | A     | Harut Karapetyan        |
| 13 | Stati Uniti (bandiera) | A     | Cobi Jones              |
| 14 | Stati Uniti (bandiera) | C     | Chris Armas             |
| 18 | Stati Uniti (bandiera) | D     | Greg Vanney             |
| 19 | Iran (bandiera)        | D     | Arash Noamouz           |

| N. |                        | Ruolo | Calciatore      |
| -- | ---------------------- | ----- | --------------- |
| 29 | Ecuador (bandiera)     | A     | Eduardo Hurtado |
|    | Stati Uniti (bandiera) | P     | David Kramer    |
|    | Stati Uniti (bandiera) | D     | Dan Calichman   |
|    | Nigeria (bandiera)     | D     | Manny Motajo    |
|    | Messico (bandiera)     | D     | Jose Vasquez    |
|    | Stati Uniti (bandiera) | C     | Brad Wilson     |
|    | Stati Uniti (bandiera) | A     | John Garvey     |
|    | Stati Uniti (bandiera) | A     | Guillermo Jara  |
|    | Stati Uniti (bandiera) | A     | Joey Leonetti   |
|    | Stati Uniti (bandiera) | A     | Andrew Shue     |